# Leopold, Prinț de Salerno
Prințul Leopoldo Giovanni Giuseppe Michele de Bourbon-Două Sicilii, Prinț de Salerno (2 iulie 1790 – 10 martie 1851) a fost membru al Casei de Bourbon-Două Sicilii și Prinț de Salerno.

## Biografie
Născut Leopoldo al Neapole și Sicilia, el a fost al șaselea fiu al lui Ferdinand al IV-lea al Neapole și a Mariei Carolina de Austria, fiica împărătesei Maria Tereza a Austriei.

### Căsătorie și copii
La 28 iulie 1816, la Palatul Schönbrunn din Viena, Leopold s-a căsătorit cu nepoata sa, Arhiducesa Clementina de Austria, a treia fiică în viață a împăratului Francisc al II-lea (mai târziu Francisc I al Austriei) și a surorii sale, Maria Teresa de Neapole și Sicilia. Leopold și Clementina au avut patru copii însă numai o fiică, Prințesa Carolina, a supraviețuit copilăriei. Prințul Louis și două infante au murit în primul lor an de viață.
- o fiică (16 septembrie 1819).
- Prințesa Maria Carolina (26 aprilie 1822 - 6 decembrie 1869); s-a căsătorit la 25 noiembrie 1844 cu Prințul Henri, Duce de Aumale; au avut copii.
- Prințul Lodovico Carlos  (19 iulie - 7 august 1824).
- o fiică (5 februarie 1829).

Leopold a avut o relație extraconjugală cu dansatoarea vieneză Fanny Elssler, din care s-a născut un fiu nelegitim, Franz, născut în 1827 și care s-a sinucis în 1873.